# Mollie King
Mollie Elizabeth King (Londres, Inglaterra, 4 de junio de 1987) es una cantante y compositora británica. Es conocida por haber formado parte del grupo británico femenino The Saturdays. Junto con el grupo, King ha alcanzado un éxito de diez top ten y tres álbumes entre los más populares de UK Albums Chart. Antes de unirse a The Saturdays en 2007, ella formó parte de otra girl band llamada Fallen Angelz, con la que participó en la versión británica del show Factor X.

## Primeros años
King nació en Wandsworth, Londres es la más joven de 3 hermanas, Ellen y Laura King.  Asistió a la escuela secundaria Surbiton High School,  en Kingston upon Thames, Gran Londres. King estaba en el equipo de esquí de Alto Surbiton con otros alumnos Chemmy Alcott. Más tarde se unió al equipo de esquí de Gran Bretaña como uno de los más jóvenes en el equipo y posterior se unió al equipo de esquí alpino Inglés. A pesar de tener un futuro prometedor en este deporte ella lo dejó para seguir su sueño de ser cantante y pertenecer a un Girl Band, aun así king logró tres A, en Psicología, Ciencias Económicas y Empresariales y el Deporte. A los 19 años fue finalista de Miss Guildford.

## Carrera

### 2006-2007: Fallen Angelz
En 2006, King se unió a una girl band llamada Fallen Angelz, junto a  Nikki, Bobbi y Rachelle. Dicha banda inicio en 2005, formada inicialmente por Bobbi quien organizó audiciones a finales de 2005 y principios del 2006 quien buscaba otras "chicas descaradas con mala actitud". Una vez que se formó la banda, se unieron a pequeños festivales con el fin de ser conocidas.
En 2007, al no lograr aún un éxito comercial, decidieron presentarse en la versión británica del programa X Factor
donde se presentaron con Girlfriend de Avril Lavigne pero le hicieron un pequeño cambio a la letra cantando  "I wanna be your girlband" —en español: «quiero ser su Girl Band»—  posteriormente cantaron Obviously de McFly, la banda recibió 4 si de los jurados pero no pasaron la segunda etapa del show llamada "bootcamp" posterior a esto tanto Nikki como King decidieron dejar la banda.

### 2007 – presente:The Saturdays
Luego de abandonar Fallen Angelz, King, trabajó como modelo de Gillette, Abercrombie & Fitch y Clean & Clear. A finales del verano de 2007 se presentó a una audición organizada por Fascination Records, quienes buscaban una girlband que supusiera la alternativa a las ya consolidadas Sugababes y Girls Aloud. Misma fórmula utilizada que con las Spice Girls, King logró un puesto en la banda junto a Una Healy, Frankie Sandford, Vanessa White y Rochelle Wiseman  el grupo fue nombrado como The Saturdays. Junto al grupo King, consiguió éxito en parte de Europa especialmente en Reino Unido. La banda ha alcanzado un éxito de once top ten y tres álbumes en el top diez de  UK Albums Chart.
Mollie es conocida por ser la 'posh uno', y toca la guitarra acústica (aparte de cantar).

### 2016Carrera Solista
Singles: 
Back To You-2016
Hair Down- 2017

## Vida personal
En enero de 2010, se anunció que King estaba saliendo con Andy Brown, miembro de la banda musical Lawson. Sin embargo, rompieron a finales de febrero de 2011. Después de la ruptura, Brown escribió las canciones "When she was mine" y "Standing in the dark". Desde abril de 2011 a febrero de 2012 la cantante mantuvo una relación con el modelo británico David Handy. En 2011, dijo haber besado solamente a tres hombres antes de salir con Gandy. En 2012, King admitió que había salido con el príncipe Enrique por un tiempo en abril de 2012. Más adelante, en febrero de 2013 comenzó una relación con el productor de música estadounidense Jordan Omley, pero cortaron en julio de 2014. En agosto de ese mismo año la cantante volvió a salir con el modelo David Gandy y para el inicio de 2016 confirma el fin de su relación con el modelo.
En la actualidad, mantiene una relación con el jugador de cricket Stuart Broad. Se comprometieron el 1 de enero de 2021. En octubre de 2022 anunció su embarazo. Un mes después, en noviembre de 2022, nació su hija Annabella Broad.

## Discografía
The Saturdays:
- 2008: Chasing Lights
- 2009: Wordshaker
- 2010: Headlines!
- 2011: On Your Radar
- 2012: Chasing The Saturdays
- 2013: Living for the Weekend
- 2014: Finest Selection, the Greatest Hits

## Apariciones en TV
King apareció en una serie de episodios en la serie Hollyoaks Later, junto con The Saturdays. Como parte de The Saturdays ella también ha aparecido en los mitos serie de la BBC. King también ha aparecido en dos episodios de la demostración en línea basada en Bebo Sam Rey como ella misma en el papel de una exnovia. Antes The Saturdays, King apareció en Cantando con el enemigo con su exbanda Fall Angelz.
El 11 de marzo de 2013 apareció junto con The Saturdays y usando un overol en The Wendy Williams Show, cantando el tema What About Us.